# CS日本
株式会社CS日本（シーエスにっぽん、英: CS Nippon Corporation）は、日本テレビ系列の衛星基幹放送事業者。通称CS日テレ。衛星基幹放送のスカパー!（東経110度CS放送）をプラットフォームとしている。
また、「日テレプラス ドラマ・アニメ・音楽ライブ」「日テレジータス」「日テレNEWS24」を運営、番組供給事業者としてスカパー!プレミアムサービスやケーブルテレビ局などに配信を行っている。

## 沿革
- 2001年3月27日 - 株式会社シーエス日本設立。
- 2002年3月1日 - プラット・ワンをプラットフォームとして放送開始。
- 2004年3月1日 - プラットフォームをスカイパーフェクTV!110（現・スカパー!）に移行。
- 2006年1月1日 - スカパー!（現・スカパー!プレミアムサービス）で「日テレプラス」を放送開始（委託放送事業者（現・衛星一般放送事業者）はジャパンイメージコミュニケーションズ）。
- 2010年3月1日 - スカパー!e2（現・スカパー!）にて「日テレG+ → 日テレジータス」をハイビジョン化。
- 2011年10月1日 - ひかりTVにて「日テレプラスHD」のハイビジョン配信を開始。
- 2012年5月10日 - 日本テレビ放送網の認定放送持株会社化（現・日本テレビホールディングス）に先立ち、株式交換により同社の子会社となる。
- 2014年1月1日 - ロゴマーク・局ロゴのデザインを一部変更。
  - 局ロゴの「CS」の字体を変更し文字色をゴールドに、「日テレ」を日本テレビと同じ「0テレ」に変更して、文字色を黒に変更。
- 2015年
  - 11月2日 - 本社を日本テレビ放送網麹町分室から日本テレビタワーに移転。
  - 11月9日 - 株式会社CS日本に商号変更[3]。
- 2017年9月1日 - シーエス映画放送から基幹放送事業を譲受[4]。
- 2021年4月1日 - 「日テレジータス」「日テレNEWS24」の番組供給事業を日本テレビから承継する形で日本テレビグループのCSチャンネル運営をCS日本に一元化。スカパー!の日テレジータスは直営放送扱いに変更された[5]。キー局系CSチャンネルの運営を系列の衛星基幹放送事業者に一元化するのはCS日本が初（そもそも運営が2社に分かれていたのも日本テレビとCS日本だけだった）[注 1]。

## チャンネル
太字はハイビジョン放送チャンネル。「日テレプラス」「日テレジータス」は直営放送扱い。

### 放送中
CS2-ND24chのトランスポンダは丸々1本使用、CS2-ND16chのトランスポンダは12スロットを折半。
- Ch.223 映画・チャンネルNECO（番組供給事業者：日活） - CS2-ND24ch 12スロット
- Ch.257 日テレジータス - CS2-ND24ch 12スロット
- Ch.295 MONDO TV（番組供給事業者：ディスカバリー・ジャパン） - CS2-ND24ch 12スロット
- Ch.300 日テレプラス ドラマ・アニメ・音楽ライブ - CS2-ND24ch 12スロット
- Ch.316 ミステリーチャンネル（番組供給事業者：AXN） - CS2-ND16ch 6スロット、16:9SD放送
  - 兄弟チャンネルの「AXN 海外ドラマ → アクションチャンネル」は、AXNエンタテインメントが衛星基幹放送事業者としてCh.311（16:9フルサイズのSD放送）にて放送中。
- Ch.321 ミュージック・ジャパンTV（番組供給事業者：アトス・インターナショナル） - CS2-ND16ch 6スロット、16:9SD放送[6][7]。

#### 番組供給のみ
- 日テレNEWS24（Ch.349、ハイビジョン放送）
  - 2013年1月31日までは日本テレビからの番組供給を受けて自社のCh.350で放送していたが、翌2月1日に衛星基幹放送事業をSCサテライト放送（J:COM系）に承継しCh.349（CS1）に変更。実運営を日本テレビから承継しても不変。

### 放送終了

#### テレビ放送
- Ch.257 日テレG+（ハイビジョン化に伴い「日テレG+ HD（現・日テレジータス）」に変更）
- Ch.350 日テレNEWS24（前述）
- Ch.006 電波少年的放送局
- Ch.007 ブルームバーグテレビジョン（プラットフォームをWOWOWデジタルプラスに変更後、東経110度CS放送での放送を終了）
- Ch.009 マンマTV・サイエンス
- Ch.229 FOXムービー プレミアム（2016年3月31日放送終了。翌日より、「AXNミステリー → ミステリーチャンネル」に変更）
- Ch.291 パンチクラブ
- Ch.315 fashiontv（「FOXプラス」に変更）
- Ch.315 FOXプラス（「FOXムービー プレミアム」に変更）
- Ch.321 100%ヒッツ!スペースシャワーTV プラス（「ミュージック・ジャパンTV」に変更）[6]
- Ch.300 ○○九ちゃん&サイエンス
- Ch.300 日テレプラス&サイエンス（「日テレプラス（現・日テレプラス ドラマ・アニメ・音楽ライブ）」に変更後、サイエンスチャンネルの放送を終了）
- Ch.362 エコミュージックTV（「旅チャンネル」に変更）
- Ch.362 旅チャンネル（2016年9月30日放送終了。翌日より、「MONDO TV」に変更）

#### データ放送
- Ch.010 データカレッジ
- Ch.147 ベルーナお買物テレビ → CS日本番組ガイド（2010年2月28日放送終了）

## その他
- シーエス日本の放送開始当初、独自に社歌を設けていた。ホームページでも動画で見ることができ、三倉茉奈・佳奈姉妹とドリーミングの歌唱。作曲とピアノ演奏はHIROSHIが担当。その後、曲中に出てくるチャンネルが相次いで終了したため、歌詞が書き換えられることなく公開が終了した。